# Голоцветник
Голоцветник, или Гимнантес (лат. Gymnanthes; от др.-греч. γυμνός, gymnos — голый и ἄνθος, anthos — цветок), — род тропических и субтропических, деревянистых растений семейства Молочайные (Euphorbiaceae).

## Ботаническое описание
Вечнозелёные деревья или кустарники, с белым латексом. Листья очерёдные, простые, цельнокрайные или реже зубчатые; прилистники маленькие.
Цветки мелкие, мужские или женские, находятся на одном растении, мужские — в удлинённых колосках, женские — у основания колосков. Плоды — трёхгнёздные коробочки. Семена округлые или эллипсовидные; эндосперм мясистый.

## Виды
Род включает 26 видов:
- Gymnanthes actinostemoides Müll.Arg.
- Gymnanthes albicans (Griseb.) Urb.
- Gymnanthes belizensis G.L.Webster
- Gymnanthes borneensis (Pax & K.Hoffm.) Esser
- Gymnanthes boticario Esser, M.F.A.Lucena & M.Alves
- Gymnanthes discolor (Spreng.) Müll.Arg.
- Gymnanthes dressleri G.L.Webster
- Gymnanthes edwalliana (Pax & K.Hoffm.) Esser & L.S.Oliveira
- Gymnanthes farinosa (Griseb.) G.L.Webster
- Gymnanthes gaudichaudii Müll.Arg.
- Gymnanthes glabrata (Mart.) Govaerts
- Gymnanthes guyanensis Müll.Arg.
- Gymnanthes hirsuta Esser
- Gymnanthes hypoleuca Benth.
- Gymnanthes inopinata (Prain) Esser
- Gymnanthes insolita Ferris
- Gymnanthes leonardii-crispi (J.Léonard) Esser
- Gymnanthes longipes Müll.Arg.
- Gymnanthes lucida Sw. typus[1] — Голоцветник блестящий
- Gymnanthes microphylla Esser
- Gymnanthes nervosa Müll.Arg.
- Gymnanthes pallens (Griseb.) Müll.Arg.
- Gymnanthes recurva Urb.
- Gymnanthes remota (Steenis) Esser
- Gymnanthes riparia (Schltdl.) Klotzsch
- Gymnanthes widgrenii Müll.Arg.